# Fonderie (électronique)
Cet article concerne fabrication des dispositifs à semi-conducteurs. Pour la fonderie des métaux, voir Fonderie.
Une fonderie (foundry en anglais) est, dans l'industrie électronique, une entreprise spécialisée dans la fabrication des dispositifs à semi-conducteurs, dont les puces électroniques et travaillant pour le compte d'autres entreprises spécialisées dans leur conception. L'usine de production est aussi couramment désignée sous le nom de fab (de l'anglais fabrication plant).
Le cœur d'une « fab » réside dans sa salle blanche, une zone où l'environnement est contrôlé pour éviter toute micro-poussière et où la moindre micro-vibration est proscrite. La salle blanche est remplie d'équipements très coûteux nécessaires aux nombreuses étapes de fabrication d'un circuit intégré à partir de tranches de semi-conducteur (généralement du silicium) appelées wafer. Les étapes réalisées par la fonderie sont la photolithographie, la gravure, le dopage, la diffusion et la métallisation.
Une fois toutes les étapes réalisées, le wafer est découpé (sciage) et chaque puce est mise en boîtier (les boîtiers sont généralement en plastique ou céramique). Ces étapes là ne se réalisent pas dans les « fabs » mais dans d'autres types d'usines dédiées à l'assemblage, qui sont nettement moins coûteuses (appelées couramment « back-end plant »).

## Évolution: l'émergence des sociétés de fonderie
Dans les années 1980-1990, les sociétés de fabrication de circuits intégrés investissaient dans leurs propres usines de fabrication, même pour de faibles volumes de production. Mais le coût d'une « fab » de dernière génération augmente continuellement et dépasse le milliard de dollars à partir de [Quand ?]. Dans ces conditions, l'industrie s'est spécialisée et il est de plus en plus courant de voir émerger des sociétés dites fabless et des sociétés dites de fonderie.
Les sociétés fabless n'ont pas d'outils de production et sous-traitent la fabrication de leurs puces aux sociétés de fonderie. Les fondeurs ne vendent pas de puces, mais des wafers diffusés. Le sciage et la mise en boîtier sont sous-traitées à d'autres sociétés. C'est pourquoi ils n'apparaissent pas toujours dans le classement des 20 premiers fabricants de semi-conducteurs.
Il existe donc trois types de sociétés de semi-conducteurs :
- les fabricants traditionnels de circuits intégrés communément appelés IDM (integrated device manufacturers) qui réalisent eux-mêmes toutes les étapes de la conception à la fabrication en passant par la vente des puces, comme les américains Intel, Texas Instruments, les européens STMicroelectronics ou Infineon, le japonais Renesas ;
- les sociétés fabless qui conçoivent et vendent leurs puces, mais sous-traitent leur fabrication à des fondeurs, comme Nvidia, Qualcomm, Xilinx, AMD (depuis 2009), ATI, Apple ;
- les sociétés de fonderies qui fabriquent les wafers à partir des plans de leurs clients, comme les taiwanais TSMC (Taiwan Semiconductor Manufacturing Co. Ltd.) et UMC (United Microelectronics Corp.), GlobalFoundries (à l'origine fillialisation des fab d'AMD et fusionnée avec Chartered Semiconductor) .

De plus, il devient courant de voir des fabricants de circuits intégrés sous-traiter une partie de leur production à ces sociétés de fonderie. C'est par exemple le cas pour Freescale Semiconductor ou Philips. À l'inverse, certains fabricants de circuits intégrés (comme IBM et Samsung) proposent maintenant des services de fonderie à des sociétés fabless.
En amont de ces acteurs se situe la société hollandaise ASML, en position de quasi-monopole dans la conception d'unités de production, un des leaders mondiaux de la fabrication de machines de photolithographie pour l'industrie des semi-conducteurs.